# Euler Book Prize
Der Euler Book Prize ist ein Preis der Mathematical Association of America für populärwissenschaftliche oder sich an allgemeines Publikum wendende Mathematikbücher. Er ist nach Leonhard Euler benannt und wird seit dessen 300. Geburtsjahr 2007 vergeben. Gestiftet wurde der Preis durch Paul Halmos und dessen Frau Virginia. Das Buch darf nicht älter als fünf Jahre sein und muss in Englisch publiziert sein. Der Preis ist mit 2000 US-Dollar dotiert.

## Preisträger
- 2007 John Derbyshire, Prime Obsession:  Bernhard Riemann and the Greatest Unsolved Problem in Mathematics, National Academy Press 2003
- 2008 Benjamin H. Yandell, The Honors Class. Hilbert´s Problems and their solvers, A. K. Peters 2002
- 2009 Siobhan Roberts, King of Infinite Space: Donald Coxeter, the man who saved geometry, Walker and Company, New York 2006
- 2010 David S. Richeson, Euler’s Gem: The Polyhedron Formula and the Birth of Topology, Princeton University Press, 2008.
- 2011 Timothy Gowers, (Herausgeber und Mitautor) The Princeton Companion to Mathematics, Princeton University Press 2008
- 2012 Daina Taimina, Crocheting Adventures with hyperbolic planes, A. K. Peters 2009 (Bildband mit Strickmustern für die hyperbolische Ebene, Vorwort William Thurston)
- 2013 Persi Diaconis, Ronald Graham, Magical Mathematics. The mathematical ideas that animate great magic tricks, Princeton University Press 2011
- 2014 Steven Strogatz, The Joy of x: A Guided Tour of Math, from One to Infinity, Houghton Mifflin Harcourt, Boston, 2012
- 2015 Edward Frenkel, Love and Math: The Heart of Hidden Reality, Basic Books, 2013
- 2016 Jordan Ellenberg, How Not to Be Wrong: The Power of Mathematical Thinking, The Penguin Press, 2014
- 2017 Ian Stewart, In Pursuit of the Unknown: 17 Equations That Changed the World, Basic Books, New York, 2012
- 2018 Matt Parker, Things to make and do in the fourth dimension, Penguin 2015.
- 2019 Cathy O’Neil, Weapons of Math Destruction, Crown 2016
- 2020 Tim Chartier, Math Bytes: Google Bombs, Chocolate-Covered Pi, and Other Cool Bits in Computing, Princeton University Press, 2014
- 2021 Francis Su and Christopher Jackson, Mathematics for Human Flourishing, Yale University Press, 2020
- 2022 Allison K. Henrich, Emille Davie Lawrence, Matthew A. Pons, David Taylor (Herausgeber): Living Proof: Stories of Resilience Along the Mathematical Journey, 2019. A joint publication of the Mathematical Association of America and the American Mathematical Society, 2019
- 2023 Susan D’Agostino, How to Free Your Inner Mathematician: Notes on Mathematics and Life, Oxford University Press, 2020
- 2024 Sarah Hart, Once Upon a Prime: The Wondrous Connections Between Mathematics and Literature. New York: Macmillan, 2023
- 2025 Ismar Volić, Making Democracy Count. Princeton University Press, 2024[1]